# Kédange-sur-Canner
Kédange-sur-Canner (deutsch Kedingen) ist eine französische Gemeinde im Département Moselle in der Region Grand Est (bis 2015 Lothringen).

## Geografie
Die Gemeinde Kédange-sur-Canner liegt am Mosel-Zufluss Canner etwa 14 Kilometer südöstlich von Thionville an der Fernstraße nach Saarlouis. Das Gemeindegebiet umfasst 3,92 km².
Kédange-sur-Canner hat 1060 Einwohner (Stand 1. Januar 2022).

## Geschichte
Den Namenszusatz „-sur-Canner“ trägt der Ort erst seit 1947.
Durch die Bestimmungen im Friede von Vincennes kam Sierck "mit seinen dreißig Dörfern" (dabei auch Kedingen) 1661 zu Frankreich. Kédange war von 1811 bis 1902 Teil der Gemeinde Hombourg-sur-Kaner.

Am 4. September 1945 ereignete sich im Bahnhof von Kédange ein schwerer Eisenbahnunfall, der einen Großbrand zur Folge hatte. 39 Menschen starben, 34 wurden darüber hinaus verletzt. 

### Bevölkerungsentwicklung
| Jahr      | 1962 | 1968 | 1975 | 1982 | 1990 | 1999 | 2007 | 2019 |
| Einwohner | 815  | 797  | 912  | 1124 | 1078 | 1036 | 1112 | 1080 |

## Persönlichkeiten
- Peter Walter (1891–1956), deutscher Lehrer und Landrat des Landkreises Saarbrücken

## Sehenswürdigkeiten

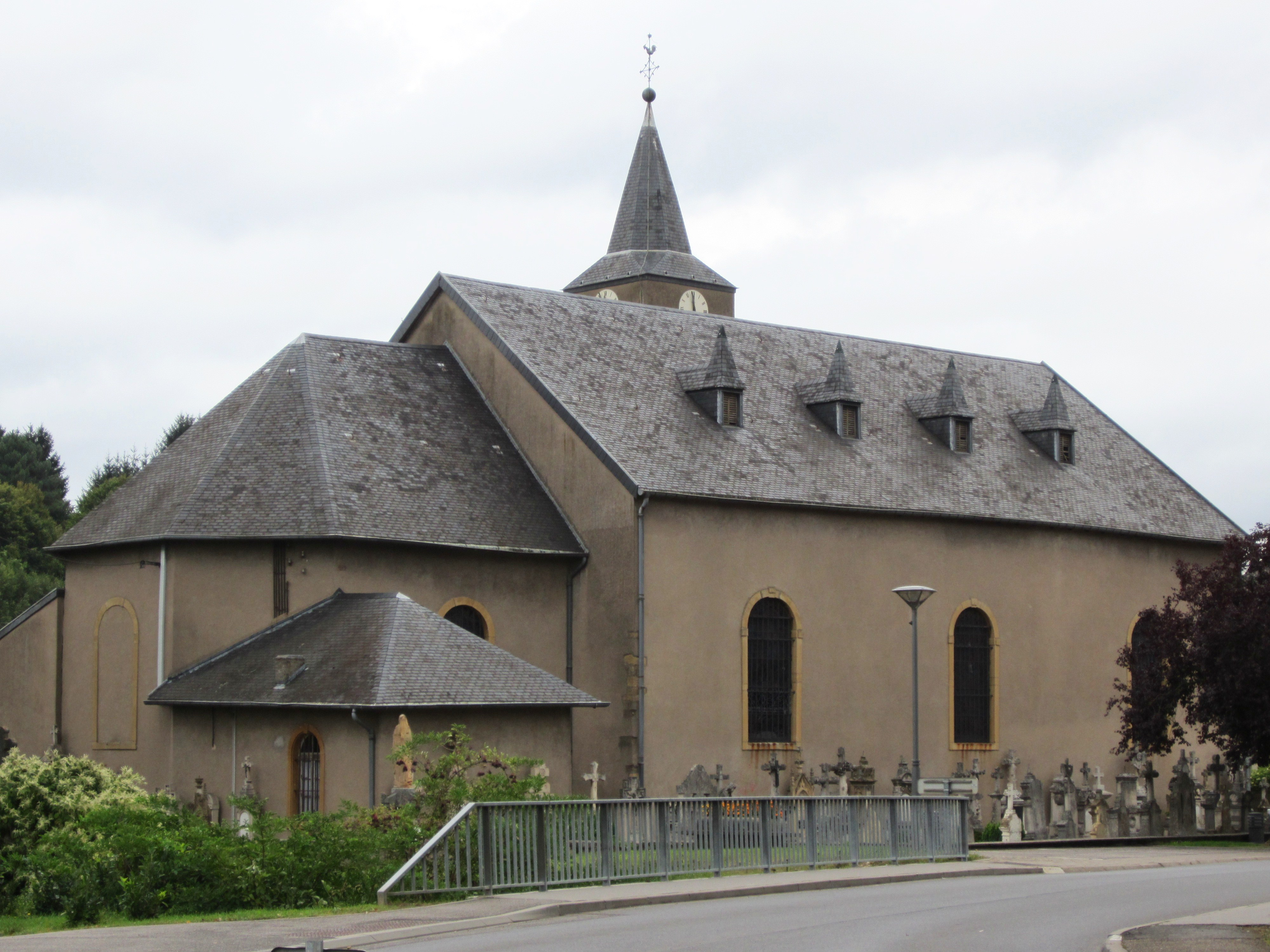
Kirche Saint-Rémi
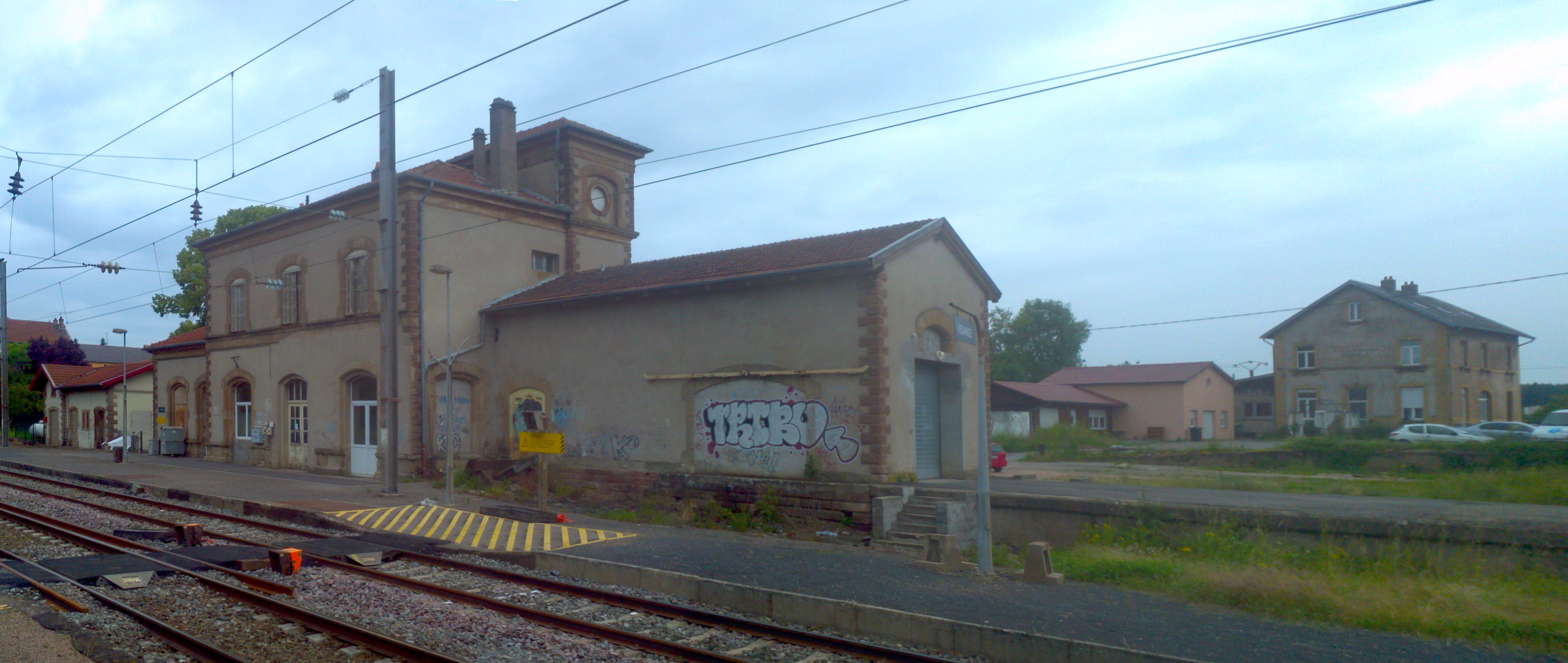
Bahnhof
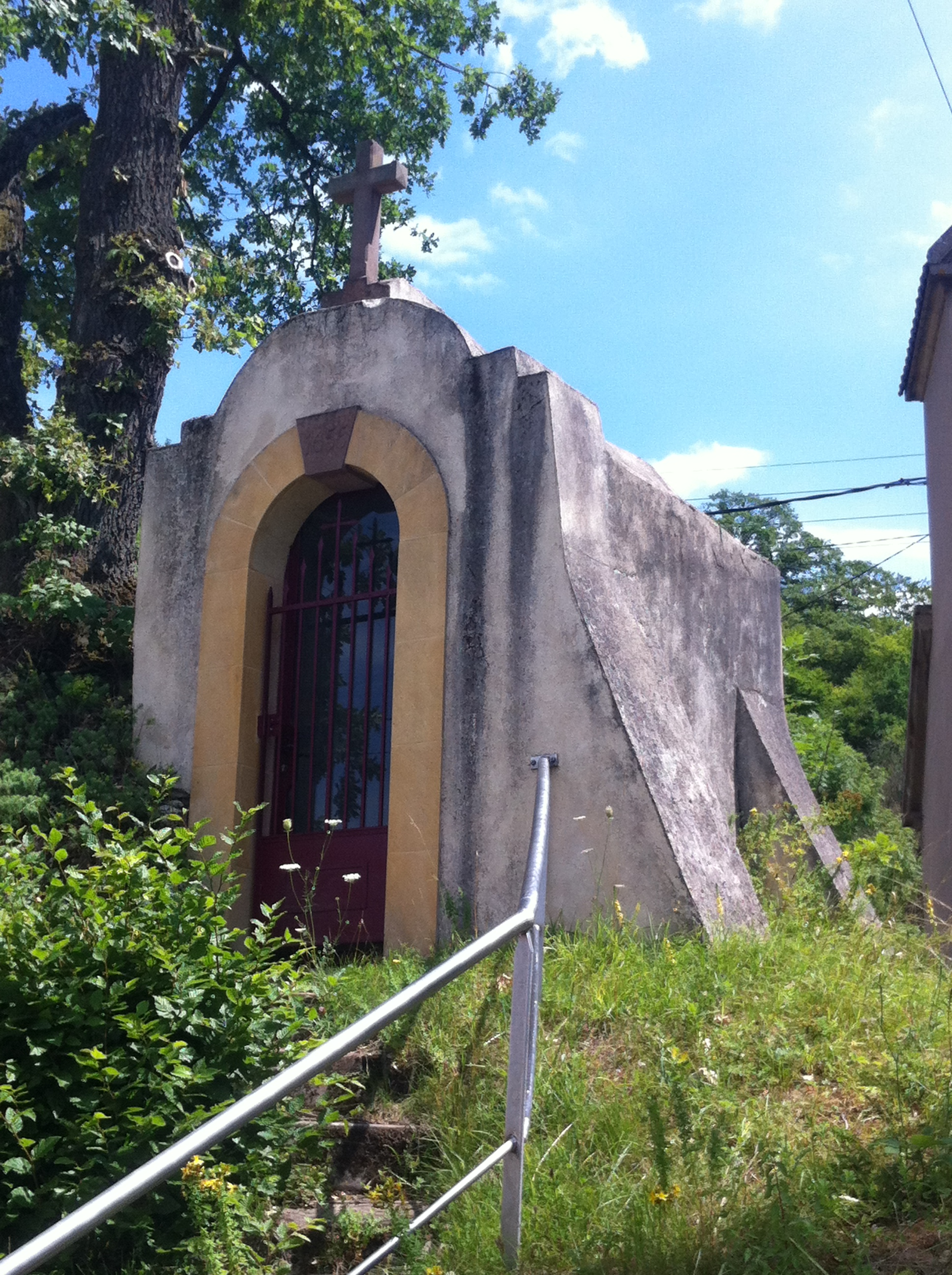
Kapelle